# Schuhsohleneffekt
Unter dem Schuhsohleneffekt oder auch Schuhsohlenkosten versteht man in der Volkswirtschaftslehre die Verschwendung von Ressourcen durch die Verringerung der Kassenhaltung bei einer Inflation.
Der Name des Effekts leitet sich von der Vorstellung ab, dass durch häufige Wege zur Bank zur Verringerung der Kassenhaltung die Schuhsohlen rascher abgelaufen werden. Gemeint sind jedoch insbesondere die Kosten, die durch die Nachteile einer geringeren Bargeldhaltung entstehen.
Die Schuhsohlenkosten sind ein Beispiel für die Kosten einer erwarteten Inflation. Ein anderes bekanntes Beispiel ist der Speisekarteneffekt, bei dem Kosten durch das Anpassen von Preisen entstehen, infolge einer Inflation.